# Spiritismus

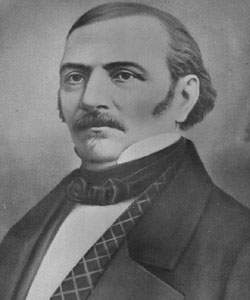
Allan Kardec, zakladatel hnutí

Spiritismus, též kardecismus je náboženské hnutí založené na víře v posmrtný život, komunikaci s duchy, zpravidla prostřednictvím média, a reinkarnaci. Na témže základu, ovšem s výjimkou víry v převtělování, je založené původně americké hnutí spiritualismu, což je též název užívaný obecně pro víru v duchy a komunikaci s nimi. Počátky hnutí jsou spojeny s francouzským pedagogem Allanem Kardecem, vlastním jménem Hippolytem Léonem Denizardem Rivailem, který se roku 1854 začal zajímat o spiritualismus a posléze o fenomény, s kterými se setkal. Vydal Knihu duchů (Le Livre des Esprits, 1857); poté založil v Paříži Spiritistickou společnost a vydával a redigoval časopis La Revue Spirite.
Spiritistické hnutí ve Francii nakonec téměř vymizelo, ale dosáhlo rozmachu v Brazílii, a to prostřednictvím dětí z místních bohatých rodin, které studovaly ve Francii a setkaly se tam s Kardecovým učením. Zde poté na spiritismus působila řada latinskoamerických vlivů, jako byla afroamerická náboženství, především umbanda, ale také místní katolicismus. Brazilská podoba hnutí se zaměřila na pomoc chudým a podporu školství, což vedlo k tomu, že se rozšířila především mezi nižšími vrstvami. Místní spiritistické obřady doprovázejí písně a bubnování a vrcholí posednutím média duchem, který poté předává instrukce a rady. Podle některých odhadů má toto hnutí v Brazílii až 10 milionů stoupenců.

## Česko
V českých zemích se spiritismus, zvaný též duchověrectví, objevil v 80. letech 19. století. Věnoval se mu například hrabě Adolf František Leonardi ze Stráže nad Nežárkou, nebo trutnovský továrník Ignác Etrich – ten si zval médium ze Spojených států, a dokonce pořádal seance pro své dělníky. Z jeho kruhu vzešlo také první české médium – Marie Votočková z Jestřabí v Krkonoších. Nejvýraznější postavou hnutí byl Karel Sezemský působící v Nové Pace. Spiritismus byl chápán jako začátek nové epochy pokroku, sebezdokonalování a mravnosti, mezi spiritisty byla rozšířena abstinence a vegetariánství. Hnutí bylo aktivní především v jižních Čechách a v Krkonoších, méně ve zbytku Čech; na Moravu a do Slezska se dostalo se zpožděním. Celkový počet příznivců odhadl T. G. Masaryk na dvě stě až tři sta tisíc, přičemž jen kolem deseti tisíc by šlo počítat k uvědomělým a aktivním.
V době Rakouska-Uherska, přes oficiální náboženskou svobodu, byli spiritisté často diskriminováni. Neuznávali církevní svátosti, kladli však velký důraz na oslavy Dušiček, a měli i vlastní pohřby, prosté hudby a vyzvánění. V období Československa se mohlo hnutí nerušeně rozvíjet, to však bylo zaraženo pozdějším nacistickým a komunistickým režimem.
Český spiritismus je tématem povídkového souboru Blouznivci našich hor Antala Staška z roku 1896. Expozici věnovanou spiritismu lze najít od začátku 90. let 20. století v Městském muzeu v Nové Pace.